# Carlos Severiano Cavalcanti
Carlos Severiano Cavalcanti (Fazenda Monte, Campina Grande, 31 de julho de 1936) é um poeta brasileiro.
Alfabetizado já na adolescência, viveu restrito à zona rural até os quinze anos, migrou para Pernambuco aos dezesseis, aprimorando seu aprendizado e ingressando no comércio de tecidos. Voltando à Paraíba, transferiu-se para Guarabira, onde tornou-se empresário do ramo têxtil.
Por sua atividade comercial e social naquela cidade, recebeu o título de Cidadão guarabirense, em 1967. Voltou a Pernambuco, onde reside atualmente. Retomando o estudo, formou-se Bacharel em Comunicação social, sendo, posteriormente, professor universitário de Comunicação Social na faculdade onde se graduara.

## Título honorífico
- Cidadão Guarabirense, 1967.

## Livros publicados
- Caminhos da vida. Recife: Bagaço, 1997.
- Reflexos de Terra e Sol. Recife: CEPE, 2001.
- Sertanidade. Recife: Facform, 2004.[Nota 1][1][2]
- Histórias sertanejas. Recife:Edições Edificantes, 2008.
- A gênese do tempo. Recife:Facform, 2008.
- Tresafio. Recife:Paulo Camelo, 2009.[3]

## Prêmios literários
- Prêmio De Lyra e César de poesia, 2001, oferecido pela Academia Pernambucana de Letras, para o livro Caminhos da vida
- Menção honrosa no Prêmio Edmir Domingues de poesia, 2006, oferecido pela Academia Pernambucana de Letras, para o livro Sertanidade
- Menção honrosa no Prêmio Edmir Domingues de poesia, 2007, oferecido pela Academia Pernambucana de Letras, para o livro inédito A gênese do tempo.

## Objeto de tese de mestrado
O popular e o erudito na poesia brasileira, do professor Carlos Alberto de Assis Cavalcanti, tendo como objeto de estudo o livro Sertanidade.

## Instituições Literárias
Carlos Severiano Cavalcanti pertence às seguintes instituições literárias:
- União Brasileira de Escritores - UBE - Seção Pernambuco
- União Brasileira de Trovadores - UBT
- Sociedade de Poetas Vivos de Olinda
- Sociedade Brasileira de Médicos Escritores (Regional Pernambuco) - sócio colaborador
- Instituto Histórico de Olinda
- Academia Recifense de Letras
- Academia de Letras e Artes do Nordeste
- Academia de Artes, Letras e Ciências de Olinda[4][Nota 2]
- Academia Olindense de Letras[5]